# Unione per la Repubblica (Repubblica del Congo)
L'Unione per la Repubblica (in francese: Union pour la République) è un partito politico di ispirazione socialista fondato nella Repubblica del Congo nel 1995.

## Risultati elettorali
| Elezione          | Seggi   |
| ----------------- | ------- |
| Parlamentari 2007 | 2 / 137 |
| Parlamentari 2012 | 1 / 136 |